# ليندا سبالدينغ
ليندا سبالدينغ (بالإنجليزية: Linda Spalding)‏ (25 يونيو 1943، توبيكا في الولايات المتحدة)؛ روائية كندية.